# Shirin

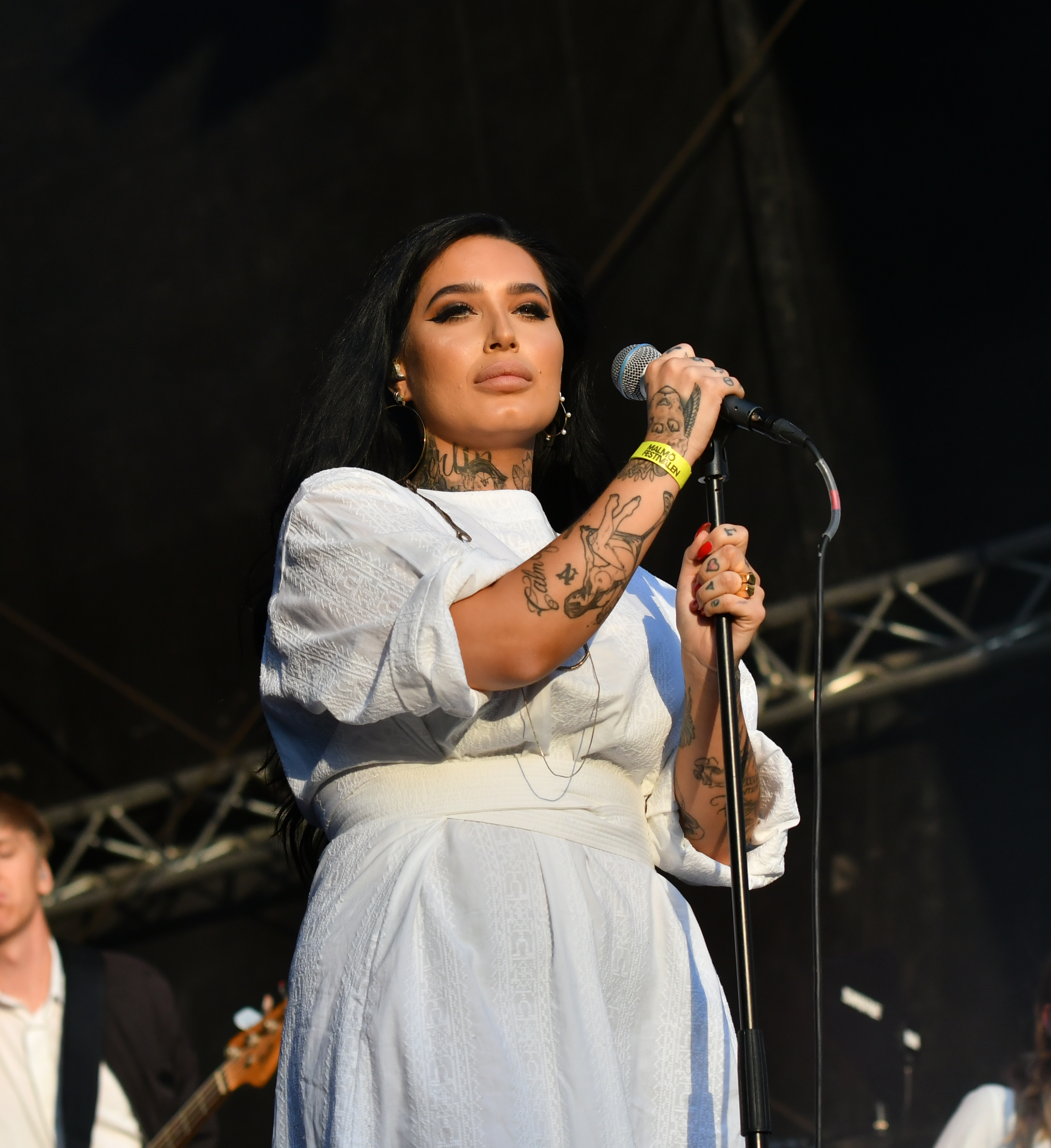
Shirin El-Hage, 2018.

Shirin, i fransk stavning Cherine (persiska: شیرین) är ett persiskt kvinnonamn som betyder "söt" och härstammar från namnet på en sasanidisk prinsessa..
Den 31 december 2014 fanns det totalt 775 kvinnor folkbokförda i Sverige med förnamnet Shirin, varav 598 bar det som tilltalsnamn/förstanamn. Det fanns dessutom 9 män som hade det som förnamn, varav 7 som tilltalsnamn.  7 hade det som efternamn.
För namnformen Cherine fanns det vid samma tidpunkt totalt 23 kvinnor folkbokförda i Sverige med Cherine som förnamn. varav 12 bar det som tilltalsnamn.

## Kända personer vid namn Shirin eller Cherine
- Shirin, maka till Khusrov I
- Shirin Ebadi, iransk advokat, domare, föreläsare, författare och aktivist.
- Shirin Valentine, musikproducent
- Shirin Neshat, iransk konstnär
- Cherine Anderson, skådespelare och reggaesångerska från Jamaica
- Shirin El-Hage, svensk sångerska